# Xã Wilson, Quận Osceola, Iowa
Xã Wilson (tiếng Anh: Wilson Township) là một xã thuộc quận Osceola, tiểu bang Iowa, Hoa Kỳ. Năm 2010, dân số của xã này là 172 người.